# Saratoga (Schiff, 1956)
USS Saratoga (CVB-60/CVA-60/CV-60) war ein Flugzeugträger der United States Navy. Sie war der zweite Flugzeugträger der Forrestal-Klasse und wurde als sechstes Schiff der US-Navy nach der Schlacht von Saratoga benannt und 1994 ausgemustert.

## Geschichte

### Bau
Am 23. Juli 1952 erfolgte die Bestellung des Schiffes als „Großer Flugzeugträger“ (CVB) bei der New York Naval Shipyard. Die Klassifizierung zum Angriffsflugzeugträger (CVA) erfolgte am 1. Oktober. Am 16. Dezember desselben Jahres wurde sie auf Kiel gelegt. Getauft von der Witwe des US-Senators Charles Spalding Thomas lief der Träger am 8. Oktober 1955 vom Stapel und wurde nach weiteren Ausrüstungen am 14. April 1956 unter Captain R.J. Stroh in Dienst gestellt.

### Dienstzeit

#### 1950er-Jahre
Die ersten Monate nach ihrer Indienststellung verbrachte die Saratoga mit Übungs- und Überprüfungsfahrten vor der Ostküste der USA. Mitte Dezember kehrte der Träger noch einmal für zweieinhalb Monate nach New York ins Trockendock zurück und wurde Anfang März 1957 in den neuen Heimathafen Mayport, Florida verlegt. Ab dem 6. Juni wohnte Präsident Dwight D. Eisenhower und sein Kabinett an Bord der Saratoga einigen großangelegten Operationen vor der Ostküste bei, während denen zwei F-8 Crusader einen neuen Geschwindigkeitsrekord aufstellten, indem sie in 3 Stunden und 28 Minuten von der Bon Homme Richard vor der Westküste zur Saratoga flogen. Nach ihrer ersten Atlantiküberquerung im September nahm der Träger im Nordmeer an einer Marineübung der NATO teil. Bis Ende Januar 1958 wurde die Saratoga im Norfolk Naval Shipyard überholt. Am 1. Februar lief sie zum ersten von acht (bis 1967) Mittelmeereinsätzen aus. In der Folgezeit war die Saratoga die meiste Zeit des Jahres entweder dort oder vor der Küste Floridas unterwegs oder in der Werft zur Überholung.

#### 1960er-Jahre

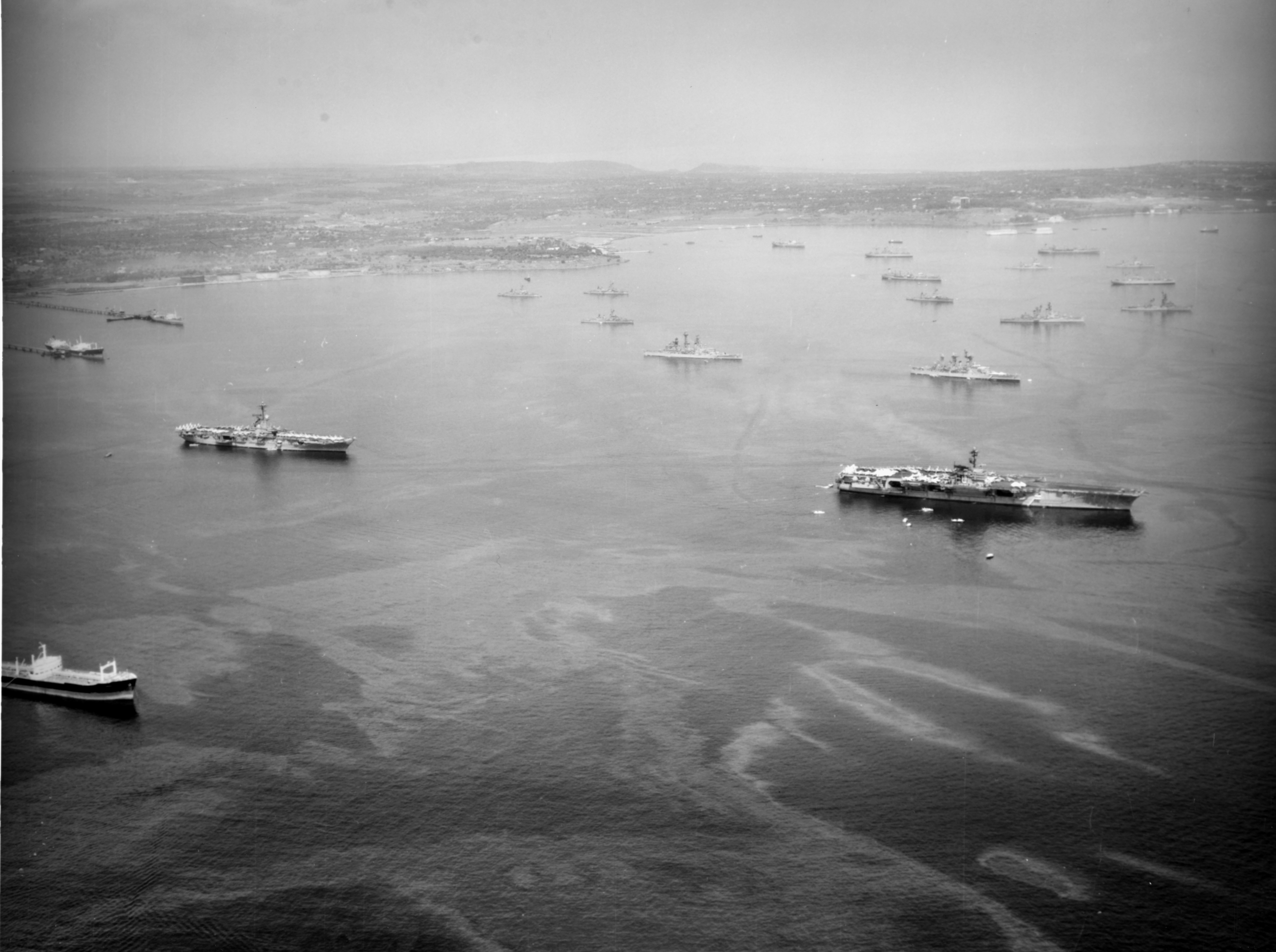
Die Saratoga (rechts) und die Shangri-La mit der 6. Flotte in der Augusta-Bucht vor Sizilien

Am 24. Mai 1960 kollidierte die Saratoga vor Cape Henry kurz vor Mitternacht mit dem deutschen Frachter Bernd Leonhardt. Bei der Kollision wurden sowohl der Flugzeugträger durch eine Explosion im Treibstofflager als auch der Frachter an den Aufbauten schwer beschädigt, es gab jedoch keine Verletzten oder Toten.
Während eines Aufenthalts im Mittelmeer brach am 23. Januar 1961 in Maschinenraum 2 ein schweres Feuer aus, das 10 Seeleute das Leben kostete. Trotz der Schäden, die in Athen provisorisch behoben wurden, konnte das Schiff seine Patrouillen, wenn auch mit leicht verringerter Geschwindigkeit, fortsetzen. Am 2. Januar 1968 lief es in Philadelphia zu 13-monatigen Überholungs- und Erneuerungsarbeiten in die Werft. Als die Saratoga Philadelphia am 31. Januar 1969 verließ, folgten mehrmonatige Ausbildungsfahrten vor der Ostküste. Am 17. Mai war sie das Gastgeberschiff für Präsident Richard Nixon während des Armed Forces Day vor der Chesapeake Bay. Ihre neunte Mittelmeerreise begann am 9. Juli. Auf dem Weg ins Mittelmeer begegnete die Trägergruppe einigen sowjetischen Schiffen, darunter auch ein U-Boot der November-Klasse, auf dem Weg nach Kuba. Vor den Azoren wurde die Trägergruppe von sowjetischen Flugzeugen beschattet und fotografiert. Im östlichen Mittelmeer operierte die Saratoga mit der Task Group 60.2 als Antwort auf massive sowjetische Marinepräsenz in der Region, die Entführung eines TWA-Fluges nach Syrien und den politischen Veränderungen in Libyen. Außerdem klärten Flugzeuge der Saratoga den russischen Hubschrauberträger Moskwa auf, der südlich von Kreta operierte. Im Oktober des Jahres, als sich die politische Situation im Libanon verschärfte, operierte der Träger wieder in der Region.

#### 1970er-Jahre
Die erste Hälfte des Jahres 1970 verbrachte der Träger wieder in heimischen Gewässern vor der US-Ostküste. Bei ihrem nächsten Mittelmeeraufenthalt befand sich Präsident Nixon für einige Tage an Bord, als am 28. September die Nachricht vom Tod Gamal Abdel Nassers eintraf. Das Nachrichtenpersonal versorgte den US-Präsidenten und seinen Stab mit den notwendigen Informationen, da der Tod Nassers die Region zu destabilisieren drohte. Nach ihrer Rückkehr in die Staaten wurde sie am 2. November bis zum 10. März des nächsten Jahres inaktiviert. Danach lief sie wieder ins Mittelmeer aus und nahm auch an einer Übung vor der schottischen Küste in der Nordsee teil. Ende Oktober kehrte sie für einige Monate nach Mayport zurück und lief im April 1972 in den Pazifik, wo sie die im Vietnamkrieg eingesetzten amerikanischen Truppen unterstützte. Von der Yankee Station aus flogen Jagdbomber Luftunterstützungseinsätze, Jagdflugzeuge der Saratoga sicherten den Luftraum. Ende Juni wurde der Träger zum „Multifunktionsträger“ umdeklariert und erhielt die Bezeichnung CV-60. Am 7. Januar verließ die Saratoga zum letzten Mal die Yankee-Station und dampfte über die United States Naval Base Subic Bay wieder in Richtung ihres Heimathafens, wo sie sich wieder der Atlantikflotte anschloss. Im Frühjahr/Sommer 1975 operierte der Träger vor der Küste Portugals und ankerte auch in der Mündung des Tejo, um im Rahmen der NATO-Operation Locked Gate-75 nach der Nelkenrevolution das Anwachsen des kommunistischen Einflusses zu verhindern.

#### 1980er-Jahre

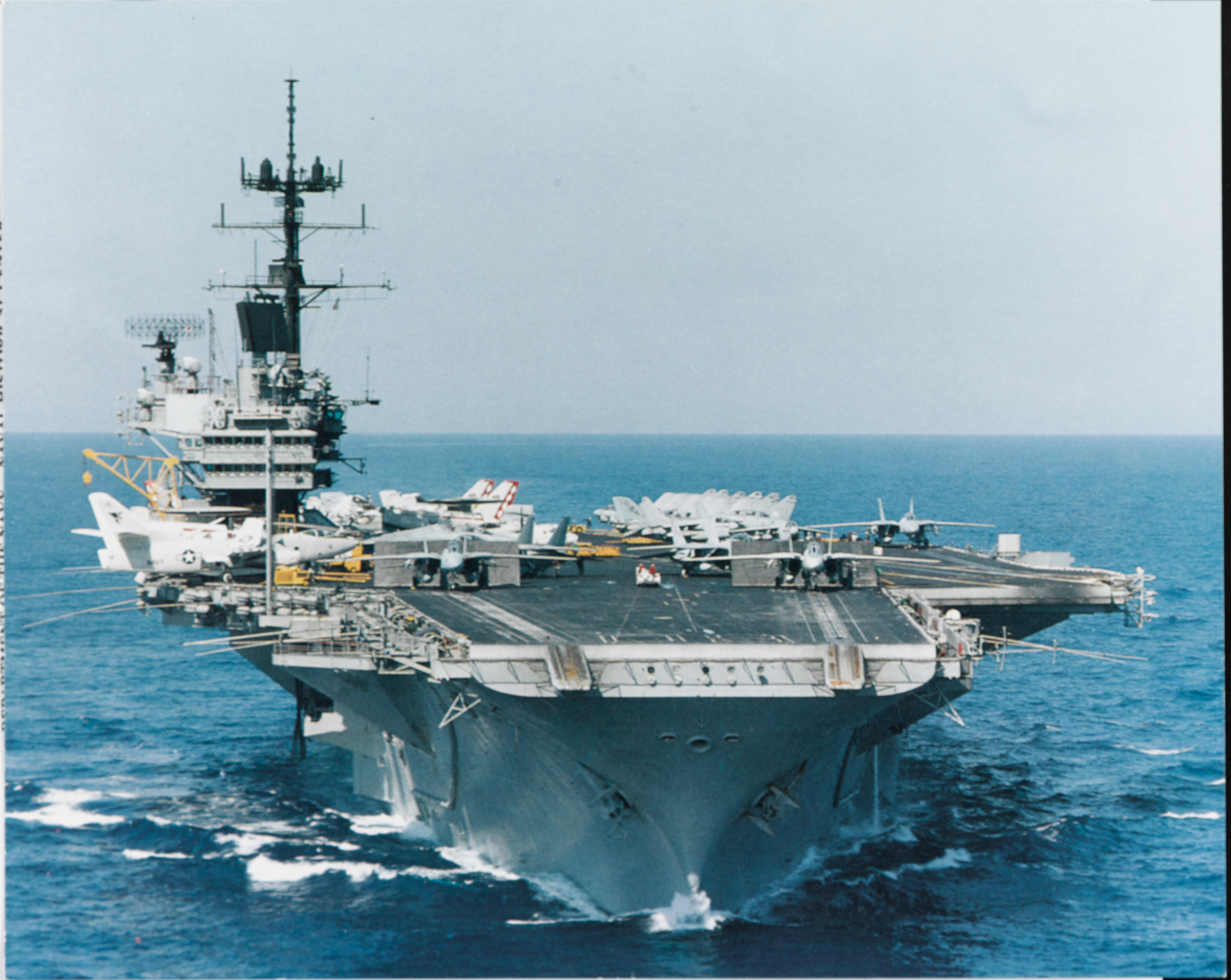
USS Saratoga, Mitte der 1980er im Mittelmeer

Zu Beginn der 1980er-Jahre wurde die Saratoga im Rahmen des Service Life Extension Programs (Dienstzeitverlängerungsprogramm) generalüberholt und die technischen und elektronischen Systeme auf den neuesten Stand gebracht.

#### 1990er-Jahre, Außerdienststellung und Verschrottung
Während der Operation Desert Storm operierte die Saratoga zumeist vom Roten Meer aus, durchquerte aber während des Krieges insgesamt sechsmal den Suezkanal. Eine von Saddam Hussein persönlich proklamierte Versenkung des Trägers erwies sich als Bluff, obwohl mehrmals irakische Scud-Raketen auf den Träger abgefeuert wurden. Während einer Übung im Herbst 1992 mit der türkischen Marine kam es zu einem tragischen Unfall, als eine scharfe Sea Sparrow auf den türkischen Zerstörer Muavenet abgeschossen wurde und nahezu alle Offiziere an Bord tötete, da sie die Kommandozentrale des Schiffs traf.
Die Saratoga wurde am 20. August 1994 ausgemustert und aus dem Schiffsregister der Navy gestrichen. Im Mai 1995 wurde sie in Philadelphia vertäut und am 1. Januar 2000 der US Naval Reserve zugeteilt. Die gemeinnützige USS Saratoga Museum Foundation plante, das Schiff in Rhode Island als Museumsschiff auszustellen, scheiterte damit jedoch aufgrund von Finanzierungsproblemen.
Nach ihrer Außerdienststellung verblieb die Saratoga zunächst in Newport, Rhode Island. Lange Jahre lag sie zusammen mit dem ebenfalls außer Dienst gestellten Flugzeugträger Forrestal an einer Pier im US Naval Complex Newport.
Seit 2006 wurde die Saratoga schrittweise weiter demontiert und Anfang 2014 nach Zahlung von einem Cent an die ESCO Marine of Brownsville, Texas zur Verschrottung verkauft. Am 22. August 2014 wurde der Träger von zwei Schleppern von Newport aus an der Atlantikküste entlang nach Brownsville geschleppt und erreichte am 19. September 2014 die ESCO-Werft. Die Verschrottung wurde im März 2019 abgeschlossen.
Die Saratoga erhielt einen Battle Star für ihren Einsatz in Vietnam.